# ذخیره‌سازی داده
ذخیره‌سازی داده (انگلیسی: Data storage) به ضبط (ذخیره‌سازی) اطلاعات (داده) در یک رسانهٔ ذخیره‌سازی (انگلیسی: storage medium) گفته می‌شود. دست‌نوشته‌ها، ضبط فونوگرافیک، نوارهای مغناطیسی و لوح‌های نوری همگی نمونه‌هایی از رسانه‌های ذخیره‌سازی هستند. ملکول‌های زیستی نظیر آران‌ای و دی‌ان‌ای نیز توسط برخی به‌عنوان محل ذخیره‌سازی داده در نظر گرفته می‌شوند. ضبط داده‌ها می‌تواند به‌واسطهٔ تقریباً هر نوعی از انرژی انجام شود. ذخیره‌سازی داده به‌صورت الکترونیکی برای ذخیره‌سازی یا واکشی داده‌ها نیازمند نیروی برق است.